# Ghiacciaio Mincer
Il ghiacciaio Mincer (in inglese Mincer Glacier) è un ampio ghiacciaio situato sull'isola Thurston, al largo della costa di Eights, nella Terra di Ellsworth, in Antartide. Il ghiacciaio, il cui punto più alto si trova a circa 180 m s.l.m., fluisce verso nord-ovest a partire dal promontorio Zuhn fino ad entrare nel ramo sud-orientale dell'insenatura di Murphy, nella zona settentrionale dell'isola.

## Storia
Il ghiacciaio Mincer è stato così battezzato dal Comitato consultivo dei nomi antartici in onore del tenente Dale F. Mincer, copilota dell'idropattugliatore PBM Mariner del Gruppo Orientale dell'Operazione Highjump, grazie a cui fu possibile scattare diverse fotografie aeree di questo ghiacciaio e delle aree costiere adiacenti nel periodo 1946-47.